# Zdenko Verdenik
Zdenko Verdenik (født 2. maj 1949) er en tidligere slovensk fodboldspiller og træner.
Han har tidligere trænet NK Olimpija Ljubljana og Sloveniens fodboldlandshold.